# Tour de Baratti
La Tour de Baratti (en italien : Torre di Baratti), est une tour côtière  située à Porto Baratti, une frazione de la commune de Piombino, dans la province de Livourne en Toscane.

## Historique
La tour de guet a été construite à l'époque de la Renaissance, plus précisément au XVe siècle, pour renforcer le système de défense côtière de la partie nord de la Principauté de Piombino et protéger son territoire contre d'éventuelles incursions de pirates qui pourraient atteindre l'ancienne capitale en débarquant dans le golfe et contourner le promontoire depuis l'arrière-pays. Ses fonctions d'observation et de défense se sont poursuivies jusqu'au XIXe siècle, date à laquelle, après son démantèlement, des travaux de rénovation ont été réalisés qui ont modifié l'aspect original des bâtiments annexes qui constituaient les quartiers de la garnison. Cependant, la tour  a été épargnée, en conservant presque intacts les éléments architecturaux et stylistiques de la période de construction.

## Description
La tour a un plan carré, reposant sur une base en pente bien visible du côté face à la mer. Aménagé sur trois niveaux, elle se caractérise par des structures murales revêtues de pierre. Autrefois, l'accès à la structure défensive n'était possible que par un escalier extérieur qui menait à la porte d'entrée de la mezzanine. La partie supérieure de la tour est dépourvue de couronnement et se termine par un toit à quatre pentes.
À l'origine, il n'y avait que deux bâtiments annexés, l'un adossé au côté Est et l'autre plus détaché vers l'est, dont l'aspect a été profondément modifié ; les autres bâtiments actuellement présents sont plus récents.

## Galerie

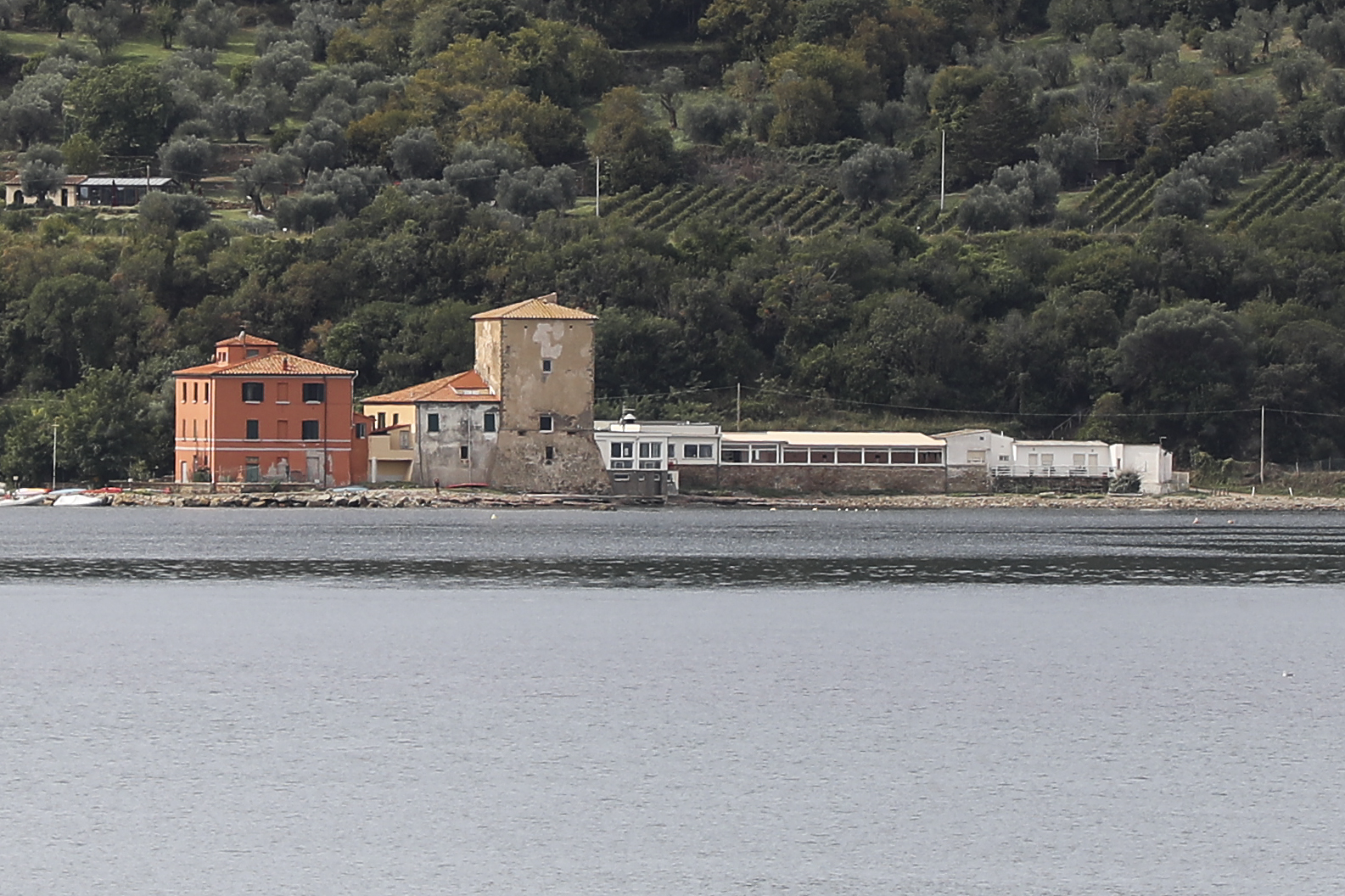
Vue de la mer.